# Tarusaten

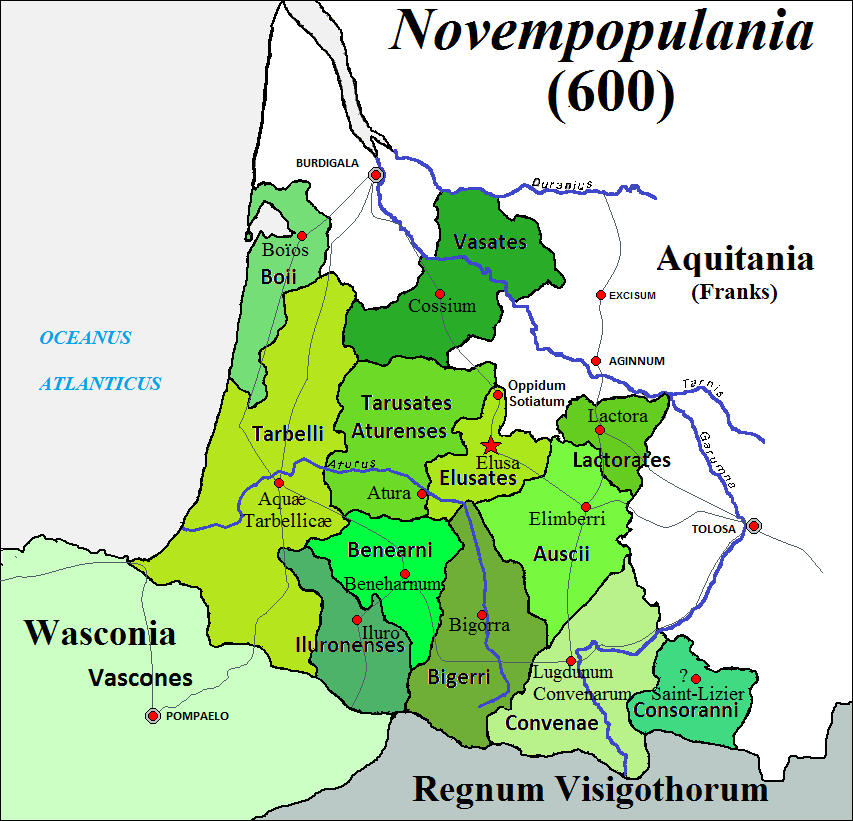
Stämme der Aquitaner

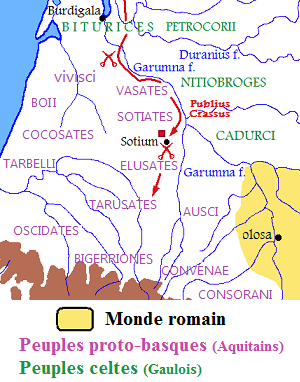
Feldzug in Aquitanien 56 v. Chr.

Die Tarusaten (lateinisch Tarusates) waren ein vermutlich keltischer Stamm, dessen Wohnsitz in der späteren römischen Provinz Gallia Aquitania lag, und zwar um die Stadt Taro (Tartas) im heutigen Département Landes. Der Stammesname ist nach Ansicht einiger Onomatologen (Namenforscher) von den Römern nach dem der Stadt gebildet worden. Ein anderer Hauptort der Tarusaten war Atura (Aire-sur-l’Adour). Die Communauté de communes („Gemeinschaft von Gemeinden“) dieses Gebietes trägt heute den Namen Pays Tarusate.
Im gallischen Krieg marschierte ein General Caesars, der Legat Publius Licinius Crassus, im Jahr 56 v. Chr. in Aquitanien (der späteren römischen Provinz Novempopulana) ein. Nach einigen Siegen der Römer ergaben sich die meisten aquitanischen Stämme; namentlich genannt werden die Tarbeller, Bigerrionen, Ptianier, Vasaten (auch Vocaten), Tarusaten, Elusaten, Gater, Auscer, Garumner, Sibulaten und Cocosaten. Ob die Namen, auch jener der Tarusates, eindeutig keltisch sind, kann nicht mit Sicherheit angegeben werden. Manche werden von einigen neuzeitlichen Autoren zu den Keltiberern gerechnet.
Eine reichhaltige Münzprägung der Tarusaten ist durch verschiedene archäologische Funde belegt.